# 海力航空
台灣海力航空（英語：HeliService Taiwan）是一家台灣的航空公司。為台灣海力股份有限公司與德商賀力國際有限公司(Heli Service International GmbH)共同出資的合資公司。主要業務為直升機特種吊掛作業服務，包含提供離岸風電業者維修機械之材料運送及後勤人員支援服務。

## 沿革
- 2022年間德商賀力國際看好台灣離岸風電業者遇到的困境與商機，遂委由中華航空退休機師賓立亞成立台灣海力股份有限公司，以拖吊飛航業務為主，資本額新台幣5萬元。

- 2024年，為取得民航局普通航空業許可證繼而開業，因此增資至新台幣5000萬元。目前台灣股東取得73％股份，德商賀力國際認購餘下股份[2]。

- 2025年1月13日，正式啟動營運。

## 機隊

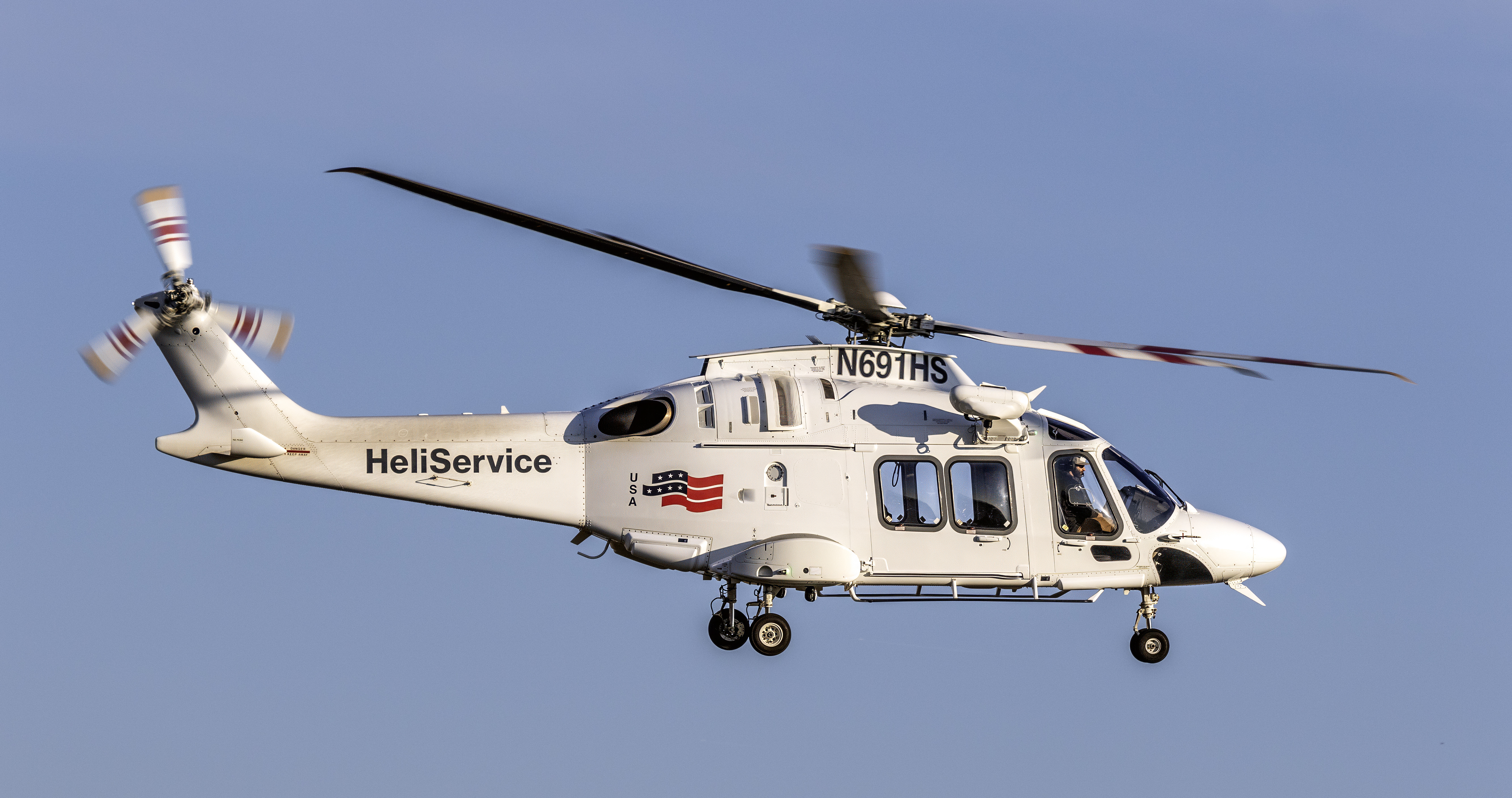
2024年，攝於美國馬里蘭州弗雷德里克市立機場的美國海力航空AW169

海力航空採用義大利李奧那多公司奧古斯塔偉士蘭169直升機。2024年5月交付第1架（B-11691）預計購入4架，組成基本機隊。

## 外部連結
- 台灣海力航空 （页面存档备份，存于）
- 德國海力航空 （页面存档备份，存于）